# Devon (bovino)

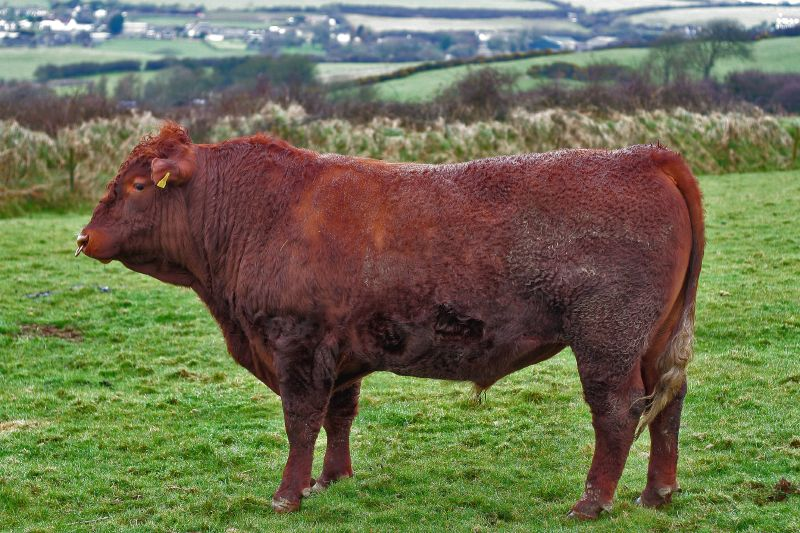
Touro Devon.

O devon é uma raça de gado de corte. Suas características mais marcantes são a rusticidade, a fertilidade, a habilidade materna, a precocidade e a docilidade. Ultimamente este gado tem sido muito utilizado para cruzamentos com raças zebuínas, formação da raça sintética bravon, ou mesmo com as raças européias.